# Пресли, Эйман
Эйман Ловел Пресли (англ. Aeman Lovel Presley; родился в 1980 году, Чикаго, штат Иллинойс) — американский серийный убийца, совершивший в течение четырех месяцев 2014 года серию из 4 убийств на территории округов Де-Калб и Фултон (штат Джорджия), исходя из особенностей психического расстройства. Свою вину Пресли полностью признал. В ходе соглашения о признании вины Эйман Пресли избежал уголовного наказания в виде смертной казни и был приговорен к нескольким срокам в виде пожизненного лишения свободы без права на условно-досрочное освобождение.

## Биография
Эйман Пресли родился в 1980 году в городе Чикаго, штат Иллинойс. Вскоре после рождения его отец ушел из семьи, вследствие чего на протяжении всех последующих лет его воспитанием занималась мать. Так как по причине материальных трудностей его матери приходилось работать в нескольких местах, в детские и юношеские годы Пресли много времени проводил на улице, которая как социально-педагогическая среда сильно повлияла на формирование его личности. В 1992 году он вступил в ряды одной из уличных банд, входящих в альянс банд под названием «Folk Nation». После этого Пресли начал вести криминальный образ жизни, однако в совершении серьезных правонарушений замечен не был. С целью изменения его образа жизни его мать в 1995 году покинула Чикаго и переехала в небольшой город Стоун-Маунтин (штат Джорджия) с населением около 6000 человек. В Стоун-Маунтин Эйман Пресли стал посещать школу «Stone Mountain High School». В декабре 1995 года, в рамках журналистского расследования, посвященному росту подростковой преступности в штате Джорджия, Пресли совместно с другими подростками дал интервью газете «Times Daily», в ходе которого описал свой криминальный опыт в составе банды.
После окончания школы Пресли вступил в ряды Национальной Гвардии штата Джорджия. После увольнения, в начале 2000-х годов он вернулся к матери в Сан-Маунтин, где вынужден был заниматься низкоквалифицированным трудом. Испытывая материальные трудности, он начал проявлять признаки антисоциальности, демонстрировать девиантное поведение и увлекаться наркотическими веществами. В декабре 2002 года он был уволен из кинотеатра «Carmike Cinemas», после того как неоднократно угрожал насилием посетителям и сослуживцам. После увольнения Пресли угрожал убийством своему непосредственному начальнику, который вызвал полицию. Эйман был арестован, но он не был осуждён. Ему было назначено наказание в виде административного штрафа, а также курс принудительной когнитивно-поведенческой психотерапии по управлению гневом, который он посещал в течение последующих нескольких месяцев. 19 апреля 2003 года Пресли снова был арестован по обвинению в нападении на свою мать, в ходе которого он избил ее. Во время ареста он оказал сопротивление офицерам полиции и совершил попытку выбить окно в полицейском автомобиле во время этапирования с места ареста в полицейский участок. Пресли был осужден, но часть обвинений была с него снята после того, как было достигнуто соглашение о примирении сторон в связи с заявлением его матери, которая заявила, что Эйман загладил вред, причиненный ей им, в связи с чем Пресли получил в качестве наказания незначительный срок лишения свободы. Выйдя на свободу, Пресли в очередной раз вернулся к матери. В марте 2006 года он снова был арестован по обвинению в непристойном поведении. В апреле того же года он был осужден и приговорен к нескольким месяцам лишения свободы, которые он отбывал в окружной тюрьме. Освободившись в конце 2006 года, Эйман Пресли покинул Сан-Маунтин и переехал в Атланту, где познакомился с представителями шоу-бизнеса, при поддержке которых получил работу на одном из телеканалов Атланты и последующие 4 года работал статистом в процессе съёмок телепередач и репортажей. В 2008 и 2009 годах он исполнил второплановые роли в короткометражных малобюджетных фильмах «Выход» и «Правила», после чего принял решение стать профессиональным актером.
В 2010 году Пресли покинул штат Джорджия и переехал в Лос-Анджелес, где снял жилье и записался в школу актерского искусства «Margie Haber Studio», расположенную в Беверли-Хиллз. Однако его кинокарьера не сложилась. Несмотря на наличие опыта, его актерская игра и способности были признаны неубедительными, благодаря чему на протяжении трех последующих лет он был вынужден стать участником массовок в процессе съемок различных фильмов и не смог пройти ни одного кастинга для получения роли в серьезных кинопроектах. Большую часть свободного времени Пресли проводил дома и был замечен в увлечении алкогольными и наркотическими средствами. В мае 2014 года он был задержан полицией Лос-Анджелеса по обвинению в незаконном хранении наркотических средств, но был отпущен на свободу по истечении 24 часов после задержания из-за отсутствия судейского ордера на арест. После выдачи ордера на арест и обыск его апартаментов Пресли покинул Лос-Анджелес и вернулся в Атланту, где из-за материальных трудностей решился на серию совершения ограблений.

## Серия убийств
После возвращения в Атланту Пресли перебивался случайными заработками и проживал в приюте для бездомных. В августе 2014 года он приобрел пятизарядный револьвер фирмы «Taurus Raging Bull», после чего решился на совершение серии ограблений. 26 сентября того же года он сел на автобус и добрался до территории округа Де-Калб, где наткнулся на 53-летнего Кэлвина Голстона, которого застрелил тремя выстрелами из револьвера. Погибший был болен шизофренией и страдал дромоманией, благодаря чему в момент убийства несколько дней проживал с бездомными на парковке одного из торговых центров.
23 ноября того же года Пресли на одной из улиц Атланты наткнулся на спящего бездомного 42-летнего Дориана Дженкинса, после чего убил его, выстрелив три раза ему в грудь. Три дня спустя, 26  ноября он застрелил еще одного бездомного, 68-летнего Томми Мимса, который спал под одним из железнодорожных мостов. После совершения убийства Мимса Пресли отправился на поиски очередных жертв, но совершить несколько убийств в один и тот же день не решился, вместо этого он вернулся к месту совершения убийства Томми Мимса и произвел еще два выстрела ему в голову
В ночь на 6 декабря Эйман Пресли отправился в административный центр округа Де-Калб — город Декейтер. Вскоре он заметил 44-летнюю Карен Пирс, которая ранним утром направлялась к своему автомобилю, стоявшему на парковке. Угрожая оружием, Пресли похитил у женщины деньги и другие предметы, представляющие материальную ценность, после чего убил ее, выстрелив ей в область груди.

## Арест
Эйман Пресли был арестован 11 декабря 2014 года при попытке пройти турникет метрополитена без билета. После ареста во время обыска его личных вещей были обнаружены банковская карта, револьвер и сумка с 32 патронами к нему, на основании чего ему было предъявлено обвинение в незаконном хранении оружия и он был доставлен в полицейский участок. После того как, судебно-баллистическая экспертиза подтвердила факт того, что все жертвы были действительно убиты из револьвера, принадлежащего Эйману Пресли, Пресли выразил желание сотрудничать со следствием и дал признательные показания в совершении всех убийств.

## Суд
В сентябре 2015 года на территории округа Де-Калб открылся судебный процесс по обвинению Пресли в совершении убийств Келвина Голстона и Карен Пирс. Так как он принял соглашение о признании вины, он избежал уголовного наказания в виде смертной казни и был приговорен в июне 2016 года к двум срокам в виде пожизненного лишения свободы без права на условно-досрочного освобождения. После оглашения приговора Эйман заявил о раскаянии в содеянном и попросил прощения у родственников жертв. После осуждения, в январе 2017 года, Пресли предстал перед судом на территории округа Фултон по обвинению в убийстве Дориана Дженкинса и Томми Мимса. Он признал свою вину в совершении убийств и в качестве основного мотива совершения убийств  указал патологическое влечение к совершению убийств, которое он согласно его показаниям испытал после убийства первой жертвы, но в то же время заявил о том, что не подлежит уголовной ответственности по причине невменяемости